# John Campbell (Jazzpianist)
John Campbell (* 7. Juli 1955 in Bloomington (Illinois)) ist ein US-amerikanischer Pianist des Modern Jazz und des Mainstream Jazz.

## Leben und Wirken
Campbell wuchs im Mittleren Westen der USA auf und hatte als Jugendlicher Klavierstunden. Später studierte er an der Illinois State University. 1977 zog er nach Chicago, dann in den 1980er Jahren nach New York City. Dort arbeitete Campbell u. a. mit Terry Gibbs, Buddy DeFranco  (Holiday for Swing, 1988), Eddie Harris, James Moody, Charles McPherson und Clark Terry; Ende der 1980er Jahre begleitete er Mel Tormé.
1989 nahm Campbell ein erstes Album unter eigenem Namen für das Label Contemporary Records auf (After Hours). Clark Terry wirkte auf dem nächsten Album Turning Point  (1990) als Gastsolist mit. 1992 spielte er in der Band des Trompeters Greg Gisbert sowie bei Pete Minger. 
1993 nahm er für Concord Jazz in der Reihe At Maybeck: Maybeck Recital Hall Series ein vielbeachtetes Solo-Album auf, mit Interpretationen von Jazz-Standards wie „Just Friends“, „Darn that Dream“, Cole Porters „You and the Night and the Music“ oder Johnny Mandels „Emily“. 2000 entstand in Triobesetzung mit dem Bassisten Jay Anderson und dem Schlagzeuger Billy Drummond auf dem CrissCross-Label das Album Workin’ Out.  In den 2000er-Jahren arbeitete er in Kalifornien weiterhin mit Gerald Wiggins (Celebrating Wig's 80th at The Jazz Bakery), Jeff Kaye, Nick Peck, Jack Nimitz und Doug MacDonald.

## Diskographische Hinweise
- Live at Maybeck Recital Hall, Vol. 29 (Concord Jazz, 1993)